# Курган Дід (Маріуполь)
Курган Дід (Маріуполь) — археологічна пам'ятка на північно-західній околиці міста Маріуполь у Центральному районі.

## Відомості
Курган Дід відомий ще за старовинними мапами і саме так в них позначене його найменування. Коли житлові масиви Маріуполя потягли на захід і північ, старовинний курган опинився неподалік багатоповерхівок вулиці Пилипа Орлика.
Розлогий пагорб має сучасну висоту у шість метрів, а його діаметр сягає сімдесяти. Курган Дід датують 5 тисячоліттям до н.е., тобто він набагато старіший за місто, на околиці котрого мимоволі опинився. Але ставлення до археологічної пам'ятки не завжди було зневажливим. 1993 року під час прокладання магістралі та водогону курган пошкодили. Тоді ж викликали археологів і істориків і ті знайшли три поховання бронзової доби. Історики відносять курган до так званої ямної культури..
Тобто курган не був похованням царських скіфів і золота в ньому нема, він не може бути привабливим для авантюристів чи шукачів скарбів. Курган Дід має лише науковий та історичний інтерес. Адже курган Дід — сучасник уславлених в світі пірамід Стародавнього Єгипту, тільки це інша, місцева культура.
Курган Дід — земляна, але архітектурна споруда. Його створювали свого часу з шматків ґрунту з травою. Яким би великим не був курган, його створювали з родючого ґрунту, чим він і відрізняється від природних пагорбів.
Лише сучасні дослідники вбачають в курганах цього типу і інженерні знання, і певну ідеологічну програму. Первісно створені кургани мали також невелику галявину-терасу для проведення поховальних церемоній та  майбутніх відвідин кургану. Неподалік такої галявини були ями для жертвоприношень. Кургани вважали місцями зв'язку між померлими та живими, саме тут був символічний перехід у «царину тіней», «царину померлих». На кургани була розповсюджена уява священних місць, тому кургани заборонялось псувати. 
Координати — 47,12269, 37,5239

## Подальша історія
2008 року археологічна пам'ятка Маріуполя нарешті дочекалась обстження з боку міського управління культури і туризму. Уривок зі звіту тодішнього обстеження — 
| Через східний край кургану Дід проведений водогін великого діаметру. Південно-західна частина вже постраждала від будівництва господарчих споруд — схил пошкоджено, видно залишки залізобетонних конструкцій. Південні та західні частини кургана Дід межують з бетонним парканом «Укрпромводчермету», південний бік насипу має якісь комунікації[1]. |
В такому ж напівзруйнованому стані і курган Дід-2, розташований на відстані близько ста метрів від першого. 

## Проєкти порятунку або слабка пам'яткоохоронна діяльність
Аби врятувати для науки і історії поховання бронзової доби, його розкопки проводив археолог В. Кульбака. Пан Кульбака навіть поклопотався про збереження вже розкопаного кургану Дід і дав проєкт створення на його місці музею просто неба, тим паче що створення такого музею в Маріуполі не коштувало би значних грошових сум. Аби заспокоїти прихильників історії і мистецтва в Маріуполі, проєкт створення музею просто неба над курганом Дід внесли навіть в програму соціально-економічного розвитку міста.
Невеликий парк біля кургану Дід давно вже міг стати і туристичним об'єктом, і місцем відвідин-прогулянок, і новим місцем проведення невеликих свят для численних мешканців сусідніх багатоповерхівок. Проєкти облаштування невеликого скверу існують і не стільки пошкодили б курган, скільки б зробили його місцевим центром відпочинку та догляду.